# Guszczewina
Guszczewina is een plaats in het Poolse district  Hajnowski, woiwodschap Podlachië. De plaats maakt deel uit van de gemeente Narewka en telt 61 inwoners.